# Saint-Landon
Pour les articles homonymes, voir Landon.
Le Saint-Landon est une rivière du nord de la France, au sud-ouest du département de la Somme, dans l'ancienne région Picardie, donc dans la nouvelle région des Hauts-de-France, un affluent de la Somme en rive gauche.

## Géographie
Le Saint-Landon prend sa source sur le territoire de la commune de Molliens-Dreuil. Au terme d'un parcours de 13,3 kilomètres, orienté nord, il se jette dans la Somme à la limite entre les communes d'Hangest-sur-Somme et Bourdon, à l'altitude 23 mètres. Plus précisément, il se jette dans l'Eauette, bras de la Somme non canalisée.

### Communes et cantons traversés
Dans le seul département de la Somme, le Saint-Landon traverse les sept communes, dans le sens amont vers aval ou du sud vers le nord, de Molliens-Dreuil (source), Oissy, Riencourt, Le Mesge, Soues, Hangest-sur-Somme et Bourdon.
En termes de cantons, il prend sa source dans le canton de Molliens-Dreuil et conflue dans le canton de Picquigny, le tout dans l'arrondissement d'Amiens.

### Bassin versant
Le Saint-Landon traverse une seule zone hydrographique « Canal de la Somme de l'écluse numéro 21 Labreilloire à l'écluse numéro 22 Long » (E645).
Le bassin versant du Saint-Landon est de 170 km2. Les cours d'eau voisins sont au nord, la Somme, à l'est la Selle, au sud les Évoissons, et à l'ouest l'Airaines.

### Organisme gestionnaire
L'Ameva, le syndicat d'Aménagement et valorisation du bassin de la Somme, élabore le plan de gestion du Saint-Landon.

## Affluent
Il n'a pas d'affluent contributeur.

### Rang de Strahler
Le rang de Strahler du ruisseau de Saint-Landon est donc de un.

## Hydrologie
Son régime hydrologique est dit pluvial océanique.

### Le Saint-Landon à Hangest-sur-Somme
Le module du Saint-Landon est de 0,5 m3/s à Hangest-sur-Somme, et son débit d'étiage est de 0,32 m3/s au même Hangest-sur-Somme, ce qui reste très confortable puisque plus de la moitié du module.

## Galerie

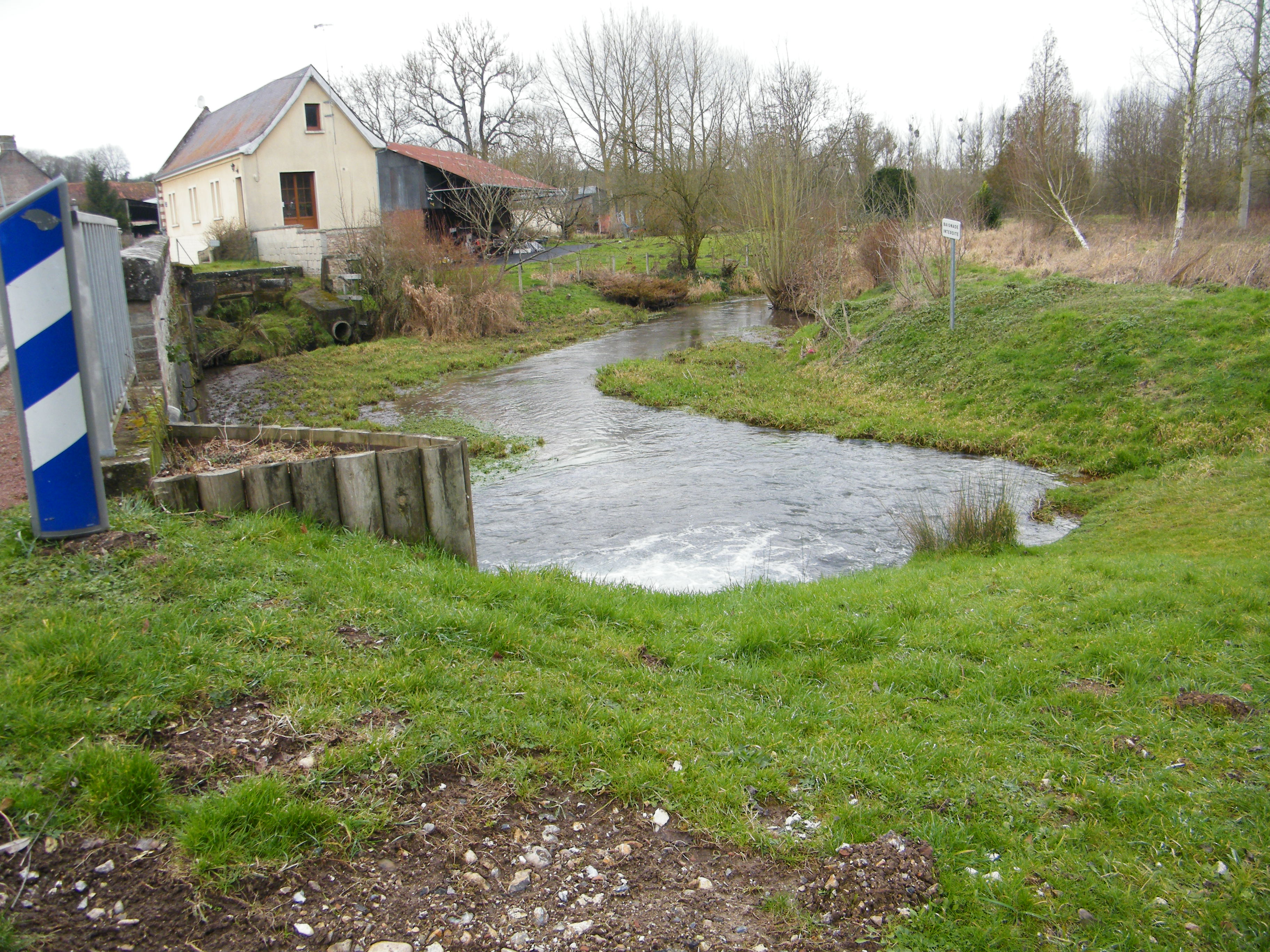
À Riencourt.
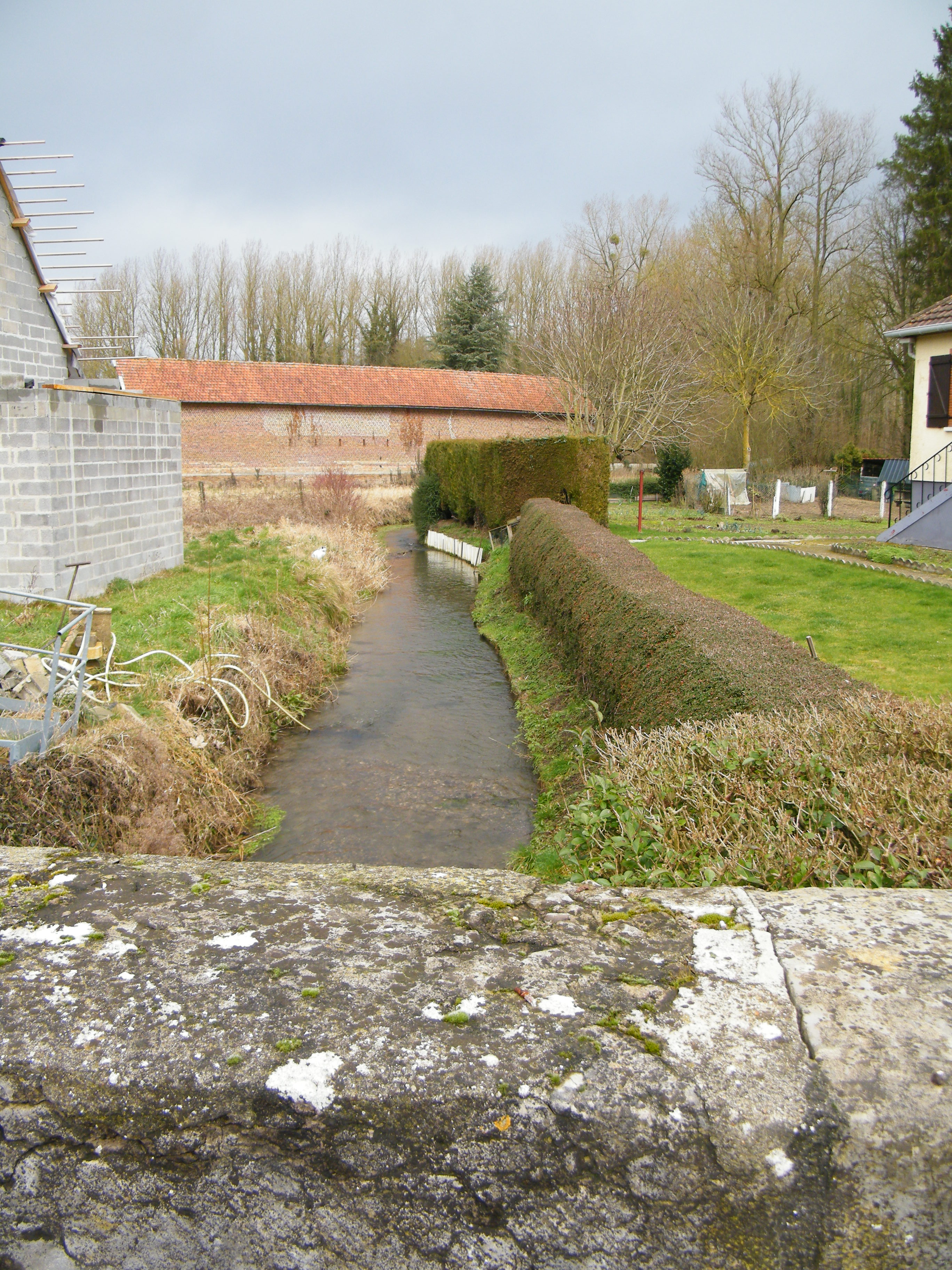
La rivière au Mesge.
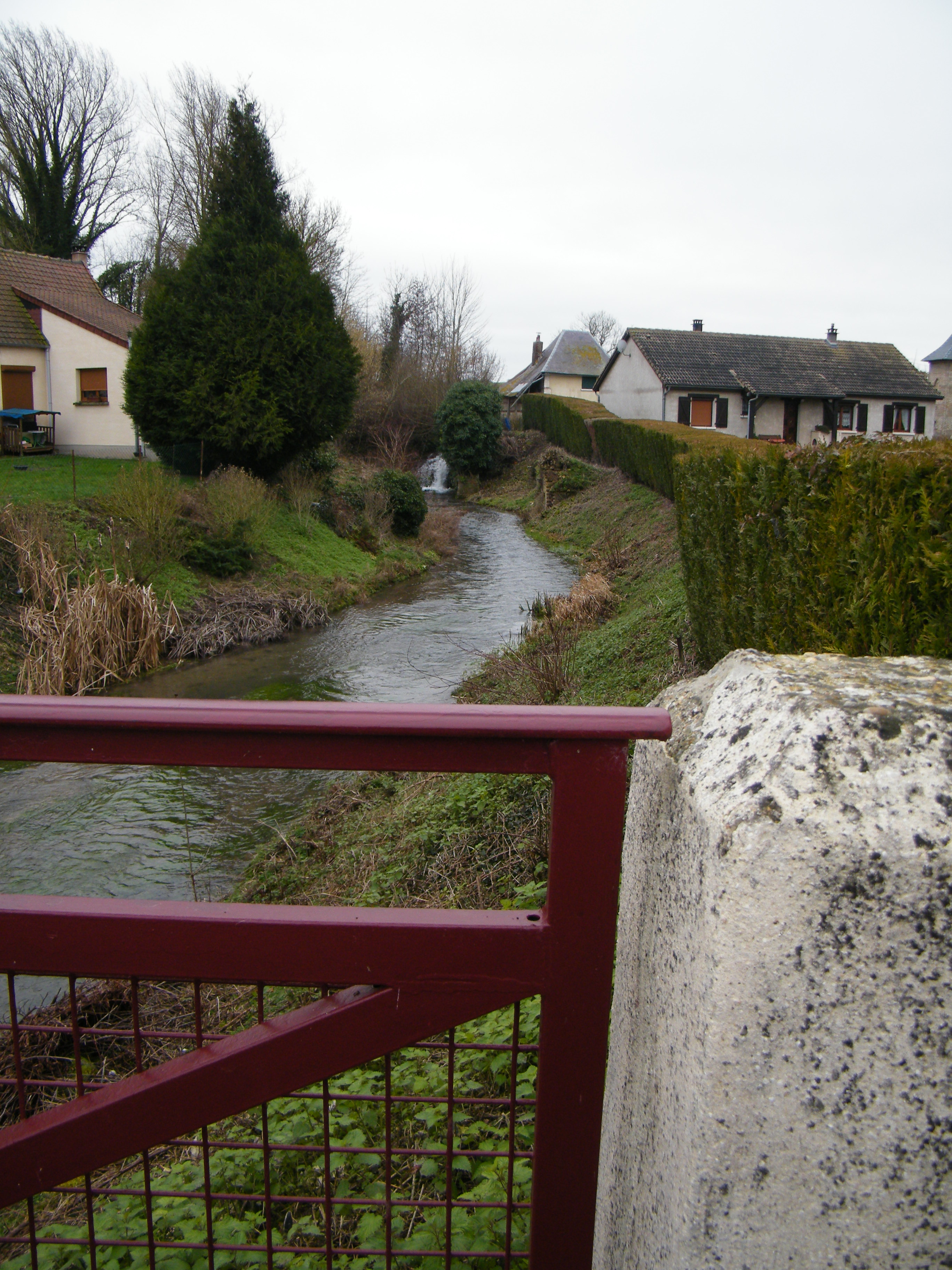
Le Saint-Landon à Soues.